# Johann Wilhelm (Sachsen-Eisenach)

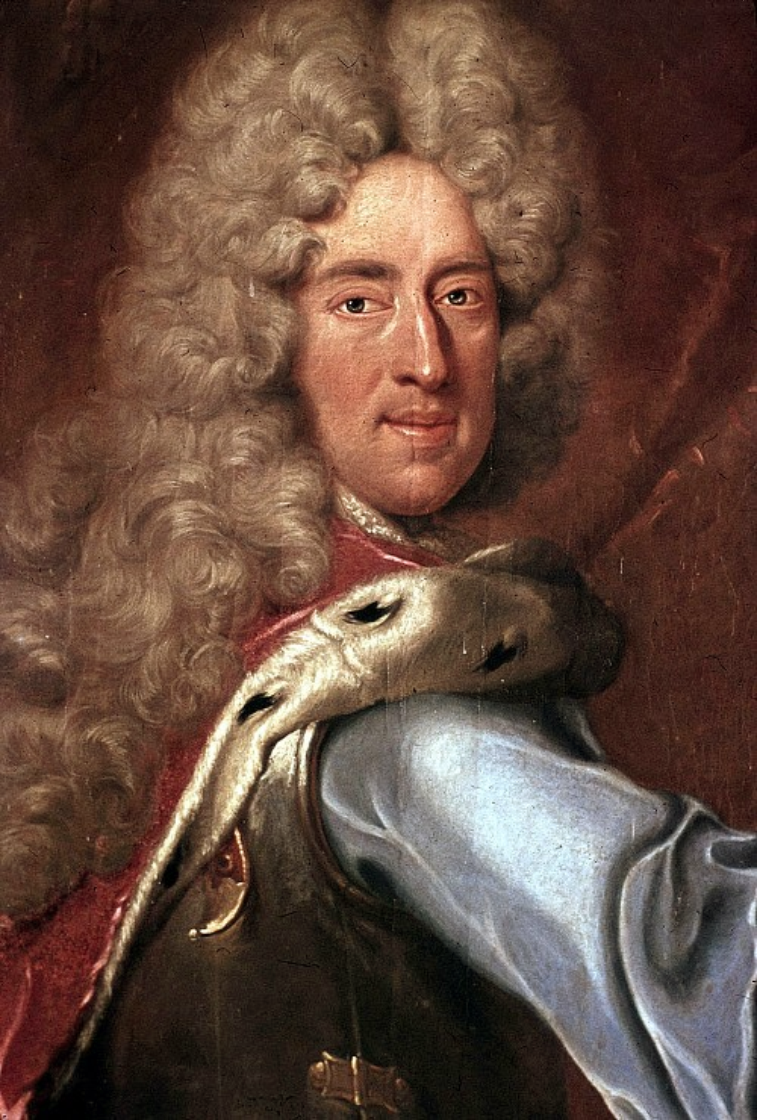
Herzog Johann Wilhelm von Sachsen-Eisenach

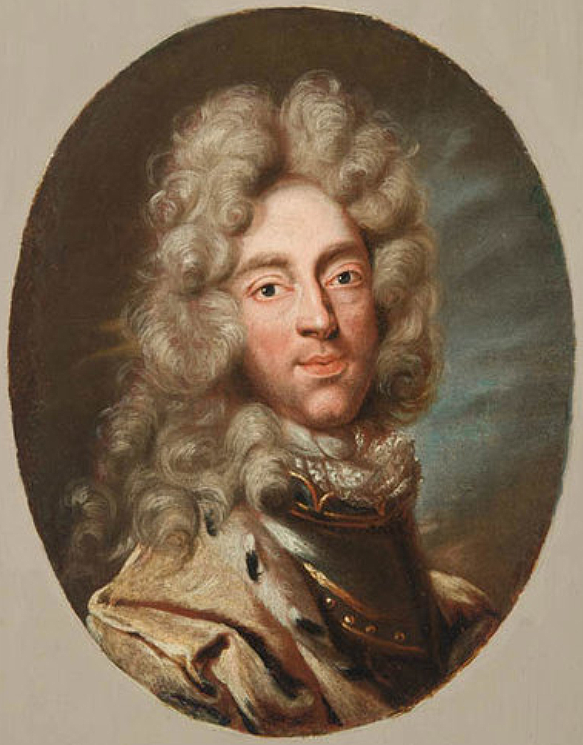
Herzog Johann Wilhelm von Sachsen-Eisenach

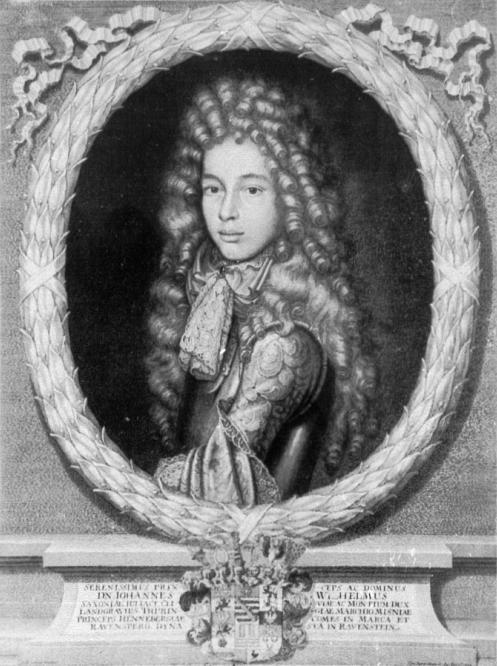
Herzog Johann Wilhelm von Sachsen-Eisenach

Johann Wilhelm von Sachsen-Eisenach (* 17. Oktober 1666 in Friedewald; † 4. Januar 1729 in Eisenach) war Herzog von Sachsen-Eisenach und entstammte der ernestinischen Linie des Hauses Wettin.

## Familie
Johann Wilhelm wurde als jüngerer Sohn des Herzogs Johann Georg I. von Sachsen-Eisenach und dessen Ehefrau Johanetta von Sayn-Wittgenstein geboren.

## Leben
Nach dem Tod seines Vaters im Jahre 1686 bestieg zunächst sein älterer Bruder, Johann Georg II. den herzoglichen Thron. Als dieser 1698 kinderlos verstarb, wurde Johann Wilhelm regierender Herzog von Sachsen-Eisenach. Aufgrund des Testaments seiner Eltern vom Jahre 1685 hatte er aber zu seiner standesgemäßen Lebenshaltung bereits 1686 die von seiner Mutter an das Haus Sachsen-Eisenach gebrachte Grafschaft Sayn-Altenkirchen mit aller Landeshoheit erhalten. Eisenach erlebte unter ihm eine kulturelle Blüte, was nicht zuletzt auf die Hofkapelle zurückzuführen war, deren prominentestes Mitglied Georg Philipp Telemann gewesen ist.

## Ehen und Nachkommen
Johann Wilhelm war viermal verheiratet und hatte insgesamt 12 Kinder.
1. In erster Ehe heiratete er 1690 Amalia von Nassau-Dietz, Tochter von Wilhelm Friedrich von Nassau-Dietz. Aus dieser Ehe stammte auch sein ältester Sohn Wilhelm Heinrich, der sein Nachfolger werden sollte.
2. In zweiter Ehe heiratete er 1697 Christine Juliane von Baden-Durlach, Tochter von Karl Gustav von Baden-Durlach.
3. In dritter Ehe heiratete er 1708 Magdalena Sybille von Sachsen-Weißenfels.
4. In vierter Ehe heiratete er 1727 Marie Christine Felizitas zu Leiningen-Dagsburg-Falkenburg-Heidesheim, Tochter von Johann Karl August von Leiningen-Dagsburg.

Neben seinem Sohn erreichten vier weitere Töchter das Erwachsenenalter:
1. Johannetta Antoinetta Juliana (1698–1726), heiratete 1721 Herzog Johann Adolf II. von Sachsen-Weißenfels
2. Karoline Christine (1699–1743), heiratete 1725 Landgraf Karl I. von Hessen-Philippsthal
3. Charlotte Wilhelmine Juliane (1703–1774)
4. Christiane Wilhelmine (1711–1740), heiratete 1734 Fürst Karl von Nassau-Usingen